# Лима (регион)
Вижте пояснителната страница за други значения на Лима.
Лѝма (на испански: Lima) е един от 25-те региона на южноамериканската държава Перу. Разположен е в западноцентралната част на страната. Лима е с площ от 32 129,31 км². Регионът има население от 910 431 жители (по преброяване от октомври 2017 г.).

## Провинции
Лима е разделена на 9 провинции, които са съставени от 128 района. Някои от провинциите са:
1. Баранка
2. Канта